# Associazione Calcio Crema 1945-1946
Questa voce raccoglie le informazioni riguardanti  l’Associazione Calcio Crema nelle competizioni ufficiali della stagione 1945-1946.

## Rosa
| N. |                   | Ruolo | Calciatore           |
| -- | ----------------- | ----- | -------------------- |
|    | Italia (bandiera) | A     | Giuseppe Aliprandi   |
|    | Italia (bandiera) | D     | Faustino Ardesi      |
|    | Italia (bandiera) | P     | Luigi Banfi          |
|    | Italia (bandiera) | C     | Ermete Bombardieri   |
|    | Italia (bandiera) | D     | Fortunato Bonissoli  |
|    | Italia (bandiera) | D     | Gianfranco Bosi      |
|    | Italia (bandiera) | A     | Carlo Cattaneo       |
|    | Italia (bandiera) | C     | Renato Cervati       |
|    | Italia (bandiera) | A     | Natale De Carli      |
|    | Italia (bandiera) | D     | Giuseppe Della Frera |
|    | Italia (bandiera) | A     | Guido Dossena        |

| N. |                   | Ruolo | Calciatore        |
| -- | ----------------- | ----- | ----------------- |
|    | Italia (bandiera) | A     | Flameni           |
|    | Italia (bandiera) | A     | Bruno Mazza       |
|    | Italia (bandiera) | C     | Ulderico Meanti   |
|    | Italia (bandiera) | P     | Santo Mombelli    |
|    | Italia (bandiera) | A     | Giovanni Moretti  |
|    | Italia (bandiera) | C     | Renato Olmi       |
|    | Italia (bandiera) | A     | Gianfranco Parati |
|    | Italia (bandiera) | D     | Antonio Piloni    |
|    | Italia (bandiera) | A     | Eriberto Raffaini |
|    | Italia (bandiera) | A     | Angelo Solbiati   |